# GOLDEN☆BEST GARO アンソロジー 1971〜1977
『GOLDEN☆BEST GARO アンソロジー 1971〜1977』（ゴールデン☆ベスト ガロ - ）は、GARO（ガロ）の2枚組ベスト・アルバム。2002年11月20日発売。発売元はSony Music House（現：Sony Music Direct）。規格品番：MHCL-183。

## 解説
各レコード会社から発売されているゴールデン☆ベストシリーズの初期に発売された1枚。アルファミュージックが所有する原盤を使用している。
1973年のオリコン年間ヒットチャート第3位になった代表曲「学生街の喫茶店」を収録。この曲で第24回NHK紅白歌合戦にも出演し、同曲を披露した（作曲をしたすぎやまこういちが、指揮者として参加している）。
未発表曲「春のボート」が初収録された。また、ディスク2には、それぞれのソロ楽曲が収録されている。
歌詞ブックレットには、GAROの活動をまとめたバイオグラフィが掲載されたほか、各々ソロ活動の作品を含めたディスコグラフィも掲載されている（ジャケット写真等はなし）。
ガロの作品をまとめたものとしては、2006年11月29日にメンバー・大野真澄監修のCD-BOX『GARO BOX』が発売されている。こちらではオリジナル・アルバムを紙ジャケットで復刻。

## 収録曲

### Disc 1
1. たんぽぽ（3:07）
2. 一人で行くさ（3:03）
3. 地球はメリー・ゴーランド（3:41）
4. 水色の世界（3:43）
5. 美しすぎて（3:51）
  - 元々のA面曲。のちに「学生街の喫茶店」がA面となった。
6. 学生街の喫茶店（3:12）
  - 日本有線大賞新人賞受賞。
7. 涙はいらない（3:56）
8. 明日になれば（3:05）
9. 君の誕生日（3:48）
10. 散歩（3:21）
11. ロマンス（3:16）
  - 第15回日本レコード大賞・大衆賞受賞。
12. 二人だけの昼下がり（2:57）
13. 一枚の楽譜（3:05）
14. 憶えているかい（3:12）
15. 姫鏡台（3:32）
16. 僕は死なないだろう（3:35）
17. 喪失（3:45）
18. 春のボート（3:33） - 未発表曲

- 唄: GARO

### Disc 2
1. ピクニック（3:00）
2. 西行き列車（4:03）
3. 公園通り（2:46）
  - 渋谷パルコあたりの公園通りが舞台、ご当地ソングのひとつに数えられる。
  - 1974年にプロモーション・シングルとして製作され、この時は一般には発売されなかった[1]。
4. ビートルズはもう聞かない（3:33）
5. 惑（3:00）
6. 一本の煙草（3:05）
7. 吟遊詩人（4:03）
8. さいごの手紙（2:44）
9. 青春の旅路（3:20）
10. 風の館（4:31）
11. 眠い夜明け（5:17）
12. 銀河旅行（5:01）
13. 時の流れに（3:33）
14. My City Girl（3:43）
15. 夏の終り（3:01）
16. 空に星があるように（3:47）
  - 荒木一郎が歌った楽曲のカヴァー。
  - のちに沖縄出身の歌手・BEGINもカヴァーしてシングル化された。
17. ラブソングはいらない（4:23）
18. さよなら（3:45）

- 唄: GARO（M-1〜9）
- 唄: マーク（M-10〜12）
- 唄: 日高富明（M-13〜15）
- 唄: 大野真澄（M-16〜18）

## GARO メンバー
- 大野真澄
- 日高富明
- 堀内護